# Leucandra gladiator
Leucandra gladiator és una espècie d'esponja calcària, marina i amb espícules formades per carbonat de calci. L'esponja pertany al gènere Leucandra i a la família Grantiidae. El nom científic de l'espècie va ser publicat per primera vegada el 1893 per Arthur Dendy com a Leuconia gladiator. Leucandra gladiator és el nom de l'espècie posterior a la transferència del gènere.